# 베라 니콜리치
베라 니콜리치(세르비아어: Немања Видић, Nemanja Vidić, 1948년 9월 23일 ~ )는 유고슬라비아의 은퇴한 육상 선수이자 세르비아의 육상 코치이다. 주 종목은 중거리 달리기로  1968년 하계 올림픽과 1972년 하계 올림픽에 출전했다.
1966년과 1971년 유럽 선수권 대회에서 우승했고, 1968년 7월 20일에 800m 경기에서 세계 기록을 세웠다.
그녀는 1972년 올림픽때 800m 경기에서 개인 최고 기록을 세웠지만, 전체 5위에 머물렀다.